# SNCAC NC.3021 Belphégor
SNCAC NC.3021 Belphégor – doświadczalny francuski samolot wysokościowy.

## Historia
Marcel Roca, pracując nad nową konstrukcją, wykorzystał doświadczenia związane z projektowaniem i rozwojem samolotu SNCAC NC.3020. Nowa maszyna miała służyć do badań meteorologicznych górnych warstw atmosfery, aerodynamiki na dużych wysokościach, a także promieniowania kosmicznego i jego wpływu na atmosferę. Planowano wykorzystanie samolotu głównie na pułapie od 10 000 m do 14 000 metrów. Te założenia spowodowały, że konstruktorzy położyli duży nacisk na komfort pracy załogi. Samolot został wyposażony w całkowicie hermetyzowaną kabinę, która miała kubaturę 11 m³. Z uwagi na brak odpowiednio wydajnego silnika zdecydowano się na zastosowanie podwójnego układu silników Daimler-Benz DB 610A. Dla uproszczenia konstrukcji zrezygnowano z przeciwbieżnych śmigieł na rzecz jednego czterołopatowego. 
W marcu 1946 roku samolot został przetransportowany z zakładów w Boulogne-Billancourt na lotnisko w Toussus-le-Noble i otrzymał znaki rejestracyjne F-WBBL. Tam też, 6 czerwca 1946 r., dokonano jego oblotu. Samolot nie spełnił oczekiwań konstruktorów, skomplikowany układ napędowy generował wiele problemów technicznych. Ponadto samolot miał problemy ze stabilnością lotu oraz podwoziem. Dlatego też, po spędzeniu raptem 40. godzin w powietrzu, zdecydowano w 1947 r. o zakończeniu badań i nie kontynuowaniu prac rozwojowych. Firma SNAC upadła w 1949 r. co spowodowało zezłomowanie maszyny. 